# Chimalli
Das Chimalli ist eine Schutzwaffe aus Mexiko.

## Beschreibung
Das Chimalli ist der traditionelle Schild der indigenen Ethnien Mexikos. Es gibt zwei verschiedene Arten, die sich wie folgt unterscheiden:
- Otlachimalli:

Das Otlachimalli besteht aus Bambusrohr, das aufgespalten wird und die einzelnen Stränge mit doppelt verdrehter Baumwollfasern miteinander verwoben werden. Auf der Vorderseite werden Verzierungen in Form von Gesichtern, Sagengestalten und anderer Darstellungen angebracht. Diese Darstellungen werden mit bunten Federn in der Art eines Mosaik gearbeitet. Außerdem werden Materialien wie geschlagenes Kupfer und Gold zur Dekoration verwendet. Das Otlachimalli wurde als Kampfschild benutzt und er wurde schon von den spanischen Eroberern erwähnt, dass sie „so hart seien, dass nur schwere Armbrustpfeile sie durchdringen“. Der Schild wurde von den Spaniern übernommen, da er den Vorteil hatte, nicht zu splittern oder zu brechen. Die Rückseite war durch waagerecht und senkrecht laufende Holzstreben verstärkt. Eine Lederauflage diente zum Schutz des Tragearmes. Bei manchen Schilden aus der Region wurde auch Schildpatt von Schildkröten verwendet, um die Schilde zu fertigen und zu dekorieren.
- Quhauhchimalli:

Das Quhauhchimalli wurde aus Holz hergestellt und in derselben Art dekoriert wie das Otlachimalli. Auf das Quhauhchimalli wurden auch Mosaike aus Steinsplittern aufgebracht.
Die Rückseite war bei beiden Versionen mit Lederbändern ausgestattet die zum Tragen und Fassen des Schildes dienten. Bei beiden Schildarten diente eine Lederauflage auch auf der Vorderseite als Grundlage für die Verzierungen. Die Größe der Schilde variierte. Manche hatten normale Schildmaße, andere deckten den ganzen Körper. Es gibt Berichte über Versionen die zusammengeklappt werden konnten.